# Беларусбанк
Сберегательный банк «Беларусбанк» (бел. Ашчадны банк «Беларусбанк») — крупнейший в Республике Беларусь банк, занимает лидирующие позиции в белорусской банковской системе по уровню собственного капитала, активов, кредитов, депозитов.

## Санкции
Под санкциями ЕС с лета 2021 года.
11 апреля 2023 года премьер-министр Канады объявил о дополнительных санкциях в отношении девяти организаций, связанных с белорусским финансовым сектором, в число которых вошел и Беларусбанк.

## История
Во времена СССР с 1922 по 1987 год в стране действовала система Государственных трудовых сберегательных касс СССР. В 1930-1931 годах образовано Главное управление гострудсберкасс и госкредита БССР. В 1987 году оно преобразовано в Белорусский республиканский банк Сберегательного банка СССР, который спустя четыре года, в 1991 году, был реорганизован в Сберегательный банк  Республики Беларусь. В 1995 году указом Президента Республики Беларусь Сберегательный банк Республики Беларусь объединён с акционерным коммерческим банком «Беларусбанк» в нынешнее Открытое акционерное общество «Сберегательный банк „Беларусбанк“» (ОАО «АСБ „Беларусбанк“»).
В 1996 году в состав банка вошли отраслевые банки «Белсвязьбанк» и «Белжелдорбанк». Внедрена система «Клиент-банк». Тогда же банк становится полноправным членом международной платежной системы Europay International. Спустя год открываются представительства «Беларусбанка» в России (Москва) и Польше (Варшава).
В 2000 году банк стал полноправным членом международной платежной системы VISA International.
В 2003 году «Беларусбанк» открывает представительство в Германии (Франкфурт-на-Майне).
В 2005 году был присоединён коммерческий банк «МинскКомплексБанк».
В июне 2007 года «Беларусбанк» первым в стране открывает представительство в Пекине. Через год внедряются валютно-обменные операции с валютой Китая.
В сентябре 2010 года подписано первое в истории банковской системы трёхстороннее Рамочное соглашение с французским и бельгийским банками. Налажено сотрудничество с банками более 30 стран, в том числе Германии, Швейцарии, Китая, Польши и Турции. В декабре был привлечён самый крупный в истории белорусской банковской системы синдицированный кредит в размере 145 млн. долл. США. Тогда же банк выпустил четырёхмиллионную пластиковую карточку (на 1 января 2010 года в обращении находилось 4,9 млн. карточек банка).
В мае 2012 года «Беларусбанк» стал официальным членом Международного института сберегательных банков (WSBI) — одной из крупнейших банковских ассоциаций, представляющих интересы сберегательных банков и учреждений розничных банковских услуг во всем мире. В этом же году «Беларусбанк» становится банком-партнёром Межбанковского объединения Шанхайской организации сотрудничества. Одновременно с этим «Беларусбанк» стал первым банком в Беларуси, получившим сертификат на эквайринг бесконтактных карт в РБ (Visa payWave).
16 августа 2013 года подписан договор о создании ЗАО «Белкарт». Учредителями выступили ОАО «Банковский процессинговый центр», ОАО «АСБ Беларусбанк», ОАО «Белагропромбанк» и ОАО «Белинвестбанк».
В 2015 году «Беларусбанк» привлёк рекордный в отечественной банковской истории синдицированный кредит в размере 203 миллиона евро.
В 2016 году «Беларусбанк» закрыл своё представительство в Польше, а в 2018 — в Москве
8 сентября 2017 года топ-менеджер банка был признан судом Центрального района Минска виновным во взяточничестве. Бывшего первого заместителя председателя правления Беларусбанка Геннадия Господарика приговорили к 7,5 годам лишения свободы, а начальника управления банка Николая Цырто к 9 годам.
В январе 2019 года председатель правления банка Виктор Ананич заявил, что банк прорабатывает возможность организации биржевой площадки по торговле криптовалютами.
В 2021 году «Беларусбанк», Mastercard и компания Assist первыми в стране реализовали сервис безопасных платежей – пользователям стала доступна технология токенизации MDES for Merchants (М4М).

## Собственники и руководство
Контрольный пакет акций банка является собственностью Республики Беларусь. Мажоритарный пакет акций «Беларусбанка» принадлежит Государственному комитету по имуществу Республики Беларусь — 98,76 % – прямое владение и 1,19 % – косвенное (административно-территориальные единицы). Физические лица владеют 0,0152% акций.

### Наблюдательный совет[15]
- Дмитрий Крутой — председатель Наблюдательного совета
- Дмитрий Ярошевич — заместитель председателя
- Владислав Татаринович — заместитель председателя, представитель государства
- Виктор Доронкевич — независимый директор, председатель Аудиторского комитета при Наблюдательном совете
- Михаил Ольшанский — независимый директор, председатель Комитета по рискам при Наблюдательном совете
- Владимир Басько — председатель Комитета по цифровой трансформации при Наблюдательном совете
- Дмитрий Панков — независимый директор, председатель Комитета по кадровым назначениям и вознаграждениям при Наблюдательном совете
- Роман Осипов - председатель Комитета по стратегии при Наблюдательном совете
- Наталья Поясок - независимый директор, заместитель председателя Комитета по рискам при Наблюдательном совете

### Председатели правления
- Владимир Хилько (1993 — 1995)
- Тамара Винникова (1995 — 1996)
- Надежда Ермакова (1996 — 2011)
- Сергей Писарик (2011 — 2016)
- Виктор Ананич (с 2017 года)

## Деятельность
«Беларусбанк» — универсальный банк, работающий как с физическими, так и с юридическими лицами, а также оказывающий инвестиционно-банковские услуги. По состоянию на август 2018 года в банке обслуживаются более 80 тысяч юридических лиц и индивидуальных предпринимателей. Среди крупных клиентов — ЗАО  «Белорусская нефтяная компания», ОАО «Газпром трансгаз Беларусь», ООО «Евроторг».
По масштабу филиальной сети «Беларусбанк» занимает первое место в ТОП-10 крупнейших банков Беларуси. На 2022 год филиальная сеть банка представлена
- 6 областными управлениями
- 125 операционными службами
- 993 отделениями
- 91 обменным пунктом

За рубежом банк представлен представительствами в Пекине и Франкфурте-на-Майне.

### Показатели деятельности
На 2021 год по размеру активов «Беларусбанк» занимает первое место в банковской системе Беларуси (37,881 млрд BYN). Прибыль банка за 2020 год составила 380 млн рублей и выросла по сравнению с аналогичным периодом прошлого года на 2%. Рентабельность капитала сложилась на уровне 9,2%. Отношение  операционных расходов к чистым операционным  доходам  от  основной  деятельности (CIR) за 2020 год сложилось  на уровне  38,1% и является наименьшим среди ТОП-10 банков Республики Беларусь.
Доля «Беларусбанка» в общем объеме активов белорусского банковского сектора на 1 января 2021 года составила 42,9%.
В мировом масштабе «Беларусбанк» находится на 589-м месте. Согласно ежегодному рейтингу Топ-1000 банков мира, опубликованному международным специализированным финансовым изданием The Banker (издательство Financial Times), по итогам 2019 года «Беларусбанк» занял 19-е место среди крупнейших банков Центральной и Восточной Европы по капиталу 1-го уровня.

### Оценки рейтинговых агентств
Fitch Ratings в ноябре 2020 года пересмотрело со «Стабильного» на «Негативный» прогноз по рейтингу Беларусбанка и подтвердило его долгосрочный рейтинг дефолта эмитента («РДЭ») на уровне «B».
В декабре 2020-го рейтинговое агентство S&P Global подтвердило долгосрочный и краткосрочный рейтинги Беларусбанка на уровне "В" с "негативным" прогнозом.
В 2021 году Fitch Ratings подтвердило рейтинги «Беларусбанка»: долгосрочный рейтинг дефолта эмитента в иностранной валюте на уровне B, прогноз – негативный; краткосрочный рейтинг дефолта эмитента в иностранной валюте на уровне B; рейтинг устойчивости на уровне b-; рейтинг поддержки на уровне 4; уровень поддержки долгосрочного рейтинга на уровне B.

## Международные санкции
24 июня 2021 года был внесён в «Чёрный список ЕС». Санкции Европейского союза предусматривают ограничения на взятие ссуд на рынках ЕС и доступность кредитов со сроком погашения в более чем 90 дней от европейских контрагентов. 20 августа 2021 года «Fitch Ratings» выставила банку рейтинг «B» с негативным прогнозом. Одновременно с этим агентство отозвало рейтинг по причине внесения банка в санкционный список и сообщило, что больше не будет оценивать или делать иной анализ деятельности «Беларусбанка». В августе того же года к санкциям ЕС присоединилась Швейцария.
Украина в октябре 2022 года ввела санкции против банка, а в январе 2023 — и против его дочерней компании «АСБ Лизинг».

## Samsung Pay и BELARUSBANK Pay
5 июля «Беларусбанк» совместно с компанией Samsung Electronics и международной платежной системой Mastercard реализовал для своих клиентов возможность оплаты покупок с помощью сервиса Samsung Pay. Сервис доступен для держателей личных дебетовых карточек Mastercard «Беларусбанка». Он предоставляется без взимания платы, во время покупки доступ устройства к сети Интернет не требуется, оплата посредством сервиса Samsung Pay осуществляется быстрее, чем при использовании обычной карточки.
1 марта «Беларусбанк» реализовал для своих клиентов мобильный платежный сервис BELARUSBANK Pay, предоставляющий возможность держателям банковских платежных карточек Mastercard или Maestro проводить бесконтактные платежи мобильным телефоном. Проект реализован в партнерстве с платежной системой Mastercard.
Сервис BELARUSBANK Pay, разработанный на основе технологии HCE (Host Card Emulation), позволяет с помощью мобильного телефона (с поддержкой технологии NFC (Near Field Сommunication) и операционной системой Android версии 4.4 и выше) и мобильного приложения выпустить без взимания платы виртуальный аналог банковской платежной карточки для совершения платежей одним прикосновением телефона к бесконтактному платежному терминалу в организациях торговли и сервиса.

## Ипотечный офис
В феврале 2018 года «Беларусбанк» первым в стране открыл Ипотечный офис. В нем клиентам предлагается комплекс услуг по получению кредита на недвижимость, как на строительство и приобретение нового жилья, так и на приобретение жилья на вторичном рынке. Здесь осуществляется оформление жилищных кредитов и предоставляются услуги, необходимые для совершения сделок: подбор варианта жилого помещения, проведение сделки купли-продажи либо оформления договора с застройщиком на долевое строительство, подбор ипотечного кредита и регистрацию права собственности на недвижимость.

## Первый легальный криптообменник
С 2020 года «Беларусбанк» предоставляет возможность держателям платежных карт Visa пополнять кошельки для дальнейшей  покупки и продажи криптовалюты. Это совместный проект с компанией whitebird.io. Пока осуществлять обмен могут граждане Беларуси и России. В месяц можно обменять не более 10 000 долларов в эквиваленте; минимальная сумма обмена за один раз — 50 долларов в эквиваленте. В перспективе планируется расширить список стран, граждане которых смогут осуществлять обмен криптовалют на белорусские и российские рубли, доллары США, евро. В будущем также возможна поддержка дополнительных криптовалют.

## Благотворительные проекты
«Беларусбанк» позиционирует себя как социально ответственный бренд. Благотворительная деятельность банка осуществляется в рамках пяти проектов:
- «Родительский дом» — строительство жилых домов для семей, воспитывающих детей-сирот и детей, оставшихся без попечения родителей, оказание помощи проживающим в них семьям
- «Вектор доброты» — банк оказывает помощь учреждениям здравоохранения, социальной защиты, общественным объединениям, нуждающимся гражданам
- «Мост в будущее» — оказание помощи учреждениям образования, просвещения, поддержка развития детей
- «Победим вместе!» — поддержка спорта высоких достижений, физической культуры и здорового образа жизни
- «Пространство вдохновения» — поддержка организаций культуры, искусства[35]

В 2017 году «Беларусбанк» присоединился к международной инициативе ООН в области корпоративной социальной ответственности «Глобальный договор».
Совладелец Минского международного образовательного центра имени Йоханнеса Рау.

## Награды
2006, 2010, 2013 гг. — «Беларусбанк» получил награду «Банк года» в Беларуси по оценке экономического журнала «The Banker».
2008—2015 гг. — «Беларусбанк» признан победителем в номинации «Банк № 1» в Беларуси Комитетом Международного фестиваля-конкурса «Выбор года».
2009 г. — «Беларусбанк» признан лучшим банком мира по качеству обслуживания клиентов по системе «Western Union».
2009, 2010, 2013, 2015 гг. — «Беларусбанк» назван «Лучшим банком Республики Беларусь» по версии всемирно известного финансового издания «Global Finance».
2009—2012, 2015 гг. — финансовый журнал «EMEA finance», называя лучшие коммерческие и инвестиционные банки в Центральной и Восточной Европе и странах СНГ, признал «Беларусбанк» лучшим в номинациях «Лучший банк в Республике Беларусь», «Лучший инвестиционный банк», «Лучший брокер».
По итогам 2010 года «Беларусбанк» был назван лучшим банком в республике авторитетными международными экономическими изданиями «Euromoney», «Business New Europe».
«Беларусбанк» удостоен ряда наград за высокое качество исполнения международных банковских переводов:
- 2012 г. — сертификат «Standard Chartered Bank» (за высокое качество оформления платежных поручений на международный банковский перевод в формате SWIFT); сертификат Deutsche Bank AG (Германия) «Deutsche Bank’s Straight-Through Processing (STP) Excellence Award» (по переводам в долларах США);
- 2013 г. — награда от Standard Chartered Bank (Нью-Йорк, США) «USD Clearing Certificate of Achievement» (по банковским переводам в целом), и от Commerzbank AG (Германия) «STP Award’2013» (за высокое качество оформления платежей через счета «ностро»);
- 2014 г. — награда от Quality Award Raiffeisen Bank International AG (Австрия) «Straight Through Processing (STP)» (по переводам в евро), и от Deutsche Bank Trust Company Americas, New York (по переводам в долларах США).

В 2011 году международное издание Trade Finance признало проект по финансированию контракта между Белорусской железной дорогой и компанией Stadler Bussnang AG (Швейцария) Проектом 2010 года в Беларуси.
2012—2013 гг. — «Беларусбанк» получал награду международной банковской системы VISA International за качественное обслуживание, в номинации «Наименьшее количество мошеннических операций».
2014—2015 гг. — «Беларусбанк» получил награды от Commerzbank AG за сотрудничество с зарубежными финансовыми институтами в области финансирования внешней торговли; признавался агентством «Cbonds» лучшим инвестиционным банком Беларуси.
По итогам 2014 года отмечен специальным призом «Самый отзывчивый банк-2014» в рамках номинации «Народный рейтинг» от авторитетного финансово-аналитического портала «Infobank.by».
2015 г. — «Беларусбанк» получил награду от BACEE (Банковская Ассоциация Центральной и Восточной Европы) за развитие международного банковского сотрудничества.
2016 г. — «Беларусбанк» получил награду Citibank за высокое качество оформления международных банковских переводов «Straight Through Processing Excellence Award».
2017 г. — Global Finance объявил победителей 24-й ежегодной премии «Лучшие банки мира». «Беларусбанк» признали лучшим белорусским банком на развивающихся рынках Центральной и Восточной Европы. Данного звания «Беларусбанк» удостаивается в пятый раз.
2017 г. — журнал EMEA Finance объявил победителей Европейской Банковской Награды 2016 и присвоил «Беларусбанку» сразу две награды. ОАО «АСБ Беларусбанк» признали «Лучшим банком Беларуси», а УП «АСБ Брокер» (входит в состав холдинга банка) стало «Лучшим брокером Беларуси».
2017 г. — холдинг «Беларусбанка» в трех номинациях Cbonds Awards CIS 2017 занял первые места, получив дипломы «Лучший инвестиционный банк Беларуси», «Лучшая аналитика по финансовым рынкам Беларуси», «Лучший sales/трейдер на рынке Беларуси».
2017 г. — «Беларусбанк» стал обладателем награды от KBC Bank N.V., г. Брюссель, Бельгия, за высокие достижения в сфере межбанковского партнерства — «KBC Partnership Award 2017».
2018 г. — Global Finance признал «Беларусбанк» лучшим банком Республики Беларусь на 2018 год.
2018 г. — «Беларусбанк» в четвертый раз стал обладателем награды Citibank N.A., New York за высокое качество оформления международных банковских переводов.
2018 г. — «Беларусбанк» стал лучшим банком Республики Беларусь в 2018 году по версии журнала EMEA Finance.
2019 г. — в рамках Cbonds Awards CIS, ежегодно проводимым информационным агентством Cbonds, «Беларусбанк» стал победителем в номинации «Лучший инвестиционный банк Беларуси».
2020 г. — журнал Global Finance объявил «Беларусбанк» лучшим банком Республики Беларусь.
2020 г. — международное издание Тhе Banker признало «Беларусбанк» банком года 2020 в Беларуси.
2021 г. — по итогам работы за 2020 год «Беларусбанк» удостоен награды STP Quality Award 2020 одного из крупнейших европейских финансовых институтов Raiffeisen Bank International AG (Австрия) за высокое качество оформления и соблюдения банком требований по форматированию международных платежей.
2021 г. — журнал Global Finance объявил победителей 9-й ежегодной премии «Новаторы 2021»: «Беларусбанк» стал новатором 2021 года в сфере платежей, реализовав сервис «Смотри и проходи».
2021 г. — международный журнал World Finance подвел итоги своей ежегодной премии Banking Awards 2021: «Беларусбанк» победил в номинации «Лучший розничный банк».